# The Opening Act
The Opening Act es una película de comedia estadounidense de 2020 escrita y dirigida por Steve Byrne, en su debut como director. Está protagonizada por Jimmy O. Yang, Alex Moffat, Cedric the Entertainer, Neal Brennan, Bill Burr, Whitney Cummings, Jermaine Fowler, Ken Jeong, Russell Peters y Debby Ryan.
Fue lanzado el 16 de octubre de 2020 por RLJE Films.

## Premisa
La película sigue a Will Chu, cuya verdadera pasión en la vida es convertirse en comediante. Cuando se le presenta la oportunidad de ser maestro de ceremonias de un programa de comedia, abriendo para su héroe, Billy G., debe decidir si quiere continuar con la vida que ha creado o perseguir su sueño, la vida de un comediante.

## Reparto
- Jimmy O. Yang como Will Chu.
- Cedric the Entertainer como Billy G.
- Whitney Cummings como Brooke.
- Ken Jeong como Quinn.
- Debby Ryan como Jen.
- Alex Moffat como Chris Palmer.
- Iliza Shlesinger como Val.
- Neal Brennan como Chip.
- Russell Peters como Randy.
- Bill Burr como Barry.
- Anjelah Johnson como Chrissy.
- Tom Segura como policía.
- Roy Wood Jr. como Gary.
- Felipe Esparza como el taxista Steve.
- Jermaine Fowler como Ricky.
- Jackie Tohn como Megan.

## Producción
En junio de 2018, se anunció que Jimmy O. Yang, Neal Brennan, Russell Peters, Debby Ryan, Bill Burr, Anjelah Johnson, Tom Segura y Roy Wood Jr. se habían unido al elenco de la película, con Steve Byrne, dirigiendo a partir de un guion que él escribió. Vince Vaughn y Peter Billingsley actuarían como productores bajo su marca Wild West Picture Show Productions. En julio de 2018, Cedric the Entertainer, Whitney Cummings, Ken Jeong, Jermaine Fowler, Iliza Shlesinger, Alex Moffat y Felipe Esparza se unieron al elenco de la película.

### Rodaje
En junio de 2018, se informó que la fotografía principal de la película ya había comenzado en Los Ángeles.

## Lanzamiento
En septiembre de 2020, RLJE Films adquirió los derechos de distribución de la película y fijó su estreno para el 16 de octubre de 2020.

## Recepción
En el agregador de reseñas Rotten Tomatoes, la película tiene un índice de aprobación del 82% según 22 reseñas, con una calificación promedio de 7/10. El consenso de los críticos del sitio web dice: «Con The Opening Act, el guionista y director Steve Byrne ofrece ideas perspicaces sobre las luchas que enfrentan los comediantes stand-up y los soñadores creativos en general».